# Mrkotić
Mrkotić je naseljeno mjesto u sastavu općine Tešanj, Federacija Bosne i Hercegovine, BiH.
Mrkotić se spominje u prvom popisu kojeg je sprovelo Otomansko Carstvo 1570. godine. Etimološko značenje riječi je rimskog ili slavenskog porijekla. Može se zaključiti da je ime Mrkotić nastalo mnogo ranije.
Mrkotić je prepoznatljiv po svojim izletištima: Staza Zdravlja: ,,Mrkotić" i Jezero Mrkotić.

## Stanovništvo
| Mrkotić            |                |                |              |
| godina popisa      | 1991.          | 1981.          | 1971.        |
| Muslimani          | 1.279 (98,15%) | 1.193 (98,59%) | 958 (98,76%) |
| Hrvati             | 2 (0,15%)      | 1 (0,08%)      | 1 (0,10%)    |
| Srbi               | 0              | 0              | 5 (0,51%)    |
| Jugoslaveni        | 20 (1,53%)     | 14 (1,15%)     | 4 (0,41%)    |
| ostali i nepoznato | 2 (0,15%)      | 2 (0,16%)      | 2 (0,20%)    |
| ukupno             | 1.303          | 1.210          | 970          |